# Dominic Coleman
Dominic Coleman (* 29. Januar 1970 in Shirley, Solihull) ist ein britischer Schauspieler.

## Leben
Dominic Coleman wurde 1970 in Solihull geboren. Er besuchte die Tudor Grange Academy, Solihull, und Bretton Hall der Universität Leeds. Dort erwarb er einen Bachelor in Darstellender Kunst. 
Sein Debüt als Schauspieler hatte Coleman 2000 in der Fernsehserie London’s Burning. 2000 bis 2002 hatte er seine erste wiederkehrende Rolle in der Fernsehserie The Bill. 2001 übernahm er seine erste Filmrolle in Large. Coleman spielte 2012 bis 2018 in der Fernsehserie Trollied einen größeren Handlungsbogen. Sein Schaffen für Film und Fernsehen umfasst mehr als 110 Produktionen.

## Filmografie
- 2000: London’s Burning (Fernsehserie, Folge 12x03)
- 2000: Heartburn Hotel (Fernsehserie, Folge 2x05)
- 2000–2002: The Bill (Fernsehserie, 5 Folgen)
- 2001: Large
- 2001: Beginner’s Luck
- 2001: Shockers (Fernsehserie, Folge 2x01)
- 2001–2002: Comedy Lab (Fernsehserie, 2 Folgen)
- 2002: My Hero (Fernsehserie, Folge 3x06)
- 2002: Dead Gorgeous (Fernsehfilm)
- 2003: Red Cap (Fernsehserie, Folge 1x02)
- 2003: Keen Eddie (Fernsehserie, Folge 1x03)
- 2003: Absolute Power (Fernsehserie, Folge 1x04)
- 2003–2017: Doctors (Fernsehserie, 5 Folgen)
- 2004: Sex Lives of the Potato Men
- 2004–2006: Stupid (Fernsehserie, 15 Folgen)
- 2005: Life Begins (Fernsehserie, Folge 2x06)
- 2005: EastEnders (Fernsehserie, Folge 1x2987)
- 2005: Swinging (Fernsehserie, 7 Folgen)
- 2005: Bleak House (Miniserie, Folge 1x04)
- 2005: Rom (Rome, Fernsehserie, Folge 1x10 Triumph)
- 2005–2007: Dream Team (Fernsehserie, 5 Folgen)
- 2006: Land of the Blind
- 2006: The Ruby in the Smoke (Fernsehfilm)
- 2006: Masterpiece Theatre (Masterpiece, Fernsehserie, Folge 37x04 The Ruby in the Smoke)
- 2007: Thieves Like Us (Fernsehserie, Folge 1x01)
- 2007: Special People
- 2007: Silent Witness (Fernsehserie, 2 Folgen)
- 2007: Wer war Stuart Shorter? (Stuart: A Life Backwards, Fernsehfilm)
- 2007: Ladies and Gentlemen (Fernsehfilm)
- 2007: The Whistleblowers (Fernsehserie, Folge 1x04)
- 2007–2008: Singles Files (Miniserie, 5 Folgen)
- 2008: Torchwood (Fernsehserie, Folge 2x02 Invasion)
- 2008: Pulling (Fernsehserie, Folge 2x04)
- 2008: The Cup (Fernsehserie, 6 Folgen)
- 2008: Clubbed
- 2009: Brave Young Men (Fernsehfilm)
- 2009: Kröd Mändoon and the Flaming Sword of Fire (Fernsehserie, Folge 1x03)
- 2009: Psychoville (Fernsehserie, 2 Folgen)
- 2009: Big Top (Fernsehserie, Folge 1x04)
- 2009: The Catherine Tate Show (Fernsehserie, eine Folge)
- 2009–2015: Miranda (Fernsehserie, 3 Folgen)
- 2010: My Family (Fernsehserie, Folge 10x06)
- 2010: Hotel Trubble (Fernsehserie, Folge 2x11)
- 2010: Meet the Parents (Fernsehserie, 6 Folgen)
- 2010–2016: The Increasingly Poor Decisions of Todd Margaret (Fernsehserie, 3 Folgen)
- 2011: Law & Order: UK (Fernsehserie, Folge 5x03)
- 2011: Rosamunde Pilcher (Fernsehserie, Folge 1x103 Rosamunde Pilcher: Verlobt, verliebt, verwirrt)
- 2011: Weekend Retreat
- 2011: Spy (Fernsehserie, Folge 1x06)
- 2011: The Bleak Old Shop of Stuff (Fernsehserie, Folge 1x00)
- 2011–2018: Coronation Street (Fernsehserie, 3 Folgen)
- 2012: White Heat (Miniserie, Folge 1x04)
- 2012: Starlings (Fernsehserie, Folge 1x02)
- 2012: Parade’s End – Der letzte Gentleman (Parade’s End, Miniserie, Folge 1x03)
- 2012–2018: Trollied (Fernsehserie, 55 Folgen)
- 2013: Heading Out (Fernsehserie, 6 Folgen)
- 2013: We Are the Freaks
- 2013, 2015: Up the Women (Fernsehserie, 2 Folgen)
- 2014: Morning Has Broken (Fernsehfilm)
- 2014: The Driver (Miniserie, Folge 1x02)
- 2014: Crackanory (Fernsehserie, Folge 2x06)
- 2014: Paddington
- 2014–2016: Hank Zipzer (Fernsehserie, 5 Folgen)
- 2015: The Delivery Man (Fernsehserie, Folge 1x01)
- 2015: The Bad Education Movie
- 2015: Doc Martin (Fernsehserie, Folge 7x01)
- 2015: The Job Lot – Das Jobcenter (The Job Lot, Fernsehserie, Folge 3x03)
- 2015: Unforgotten (Fernsehserie, 2 Folgen)
- 2015: Wir sind alle Millionäre (Capital, Miniserie, Folge 1x03)
- 2015: Suspects (Fernsehserie, Folge 4x03)
- 2016: Peaky Blinders – Gangs of Birmingham (Peaky Blinders, Fernsehserie, Folge 3x04 Folge 4)
- 2016: Porridge (Fernsehfilm)
- 2016: Bridget Jones’ Baby (Bridget Jones’s Baby)
- 2016: Red Dwarf (Fernsehserie, Folge 11x05)
- 2016: Cold Feet (Fernsehserie, 5 Folgen)
- 2016–2017: Drunk History: UK (Fernsehserie, 2 Folgen)
- 2016–2018: Upstart Crow (Fernsehserie, 19 Folgen)
- 2017: Death in Paradise (Fernsehserie, Folge 6x08 Späte Rache)
- 2017: Edison – Ein Leben voller Licht (The Current War)
- 2017: Episodes (Fernsehserie, 3 Folgen)
- 2017: Porridge (Fernsehserie, 5 Folgen)
- 2018: Moving On (Fernsehserie, Folge 9x03)
- 2018: The Mind of Herbert Clunkerdunk (Fernsehfilm)
- 2018: Humans (Fernsehserie, Folge 3x05)
- 2018: Twelfth Night
- 2018: Head Full of Honey
- 2019: Shakespeare & Hathaway – Private Investigators (Shakespeare and Hathaway, Private Investigators, Fernsehserie, Folge 2x02)
- 2019: Yesterday
- 2019: Plebs (Fernsehserie, Folge 5x05)
- 2019–2022: The Mind of Herbert Clunkerdunk (Fernsehserie, 9 Folgen)
- 2020: His House
- 2020: The Show
- 2021: Bloods (Fernsehserie, Folge 1x04)
- 2021: Malory Towers (Fernsehserie, 3 Folgen)
- 2022: Brassic (Fernsehserie, Folge 4x03)
- 2022: Whitstable Pearl (Fernsehserie, Folge 2x03)
- seit 2022: Bridgerton (Fernsehserie)
- 2023: 4Love
- 2023: The Devil Went Down to Islington
- 2023: Napoleon
- 2023: Wonka